# José da Cruz Filho
José da Cruz Filho conhecido como Cruz Filho (Canindé, 16 de outubro de 1884 - Fortaleza, 29 de agosto de 1974), foi um poeta e escritor brasileiro, príncipe dos poetas cearenses, e membro da Academia Cearense de Letras.

## Biografia
Filho de José Joaquim Cordeiro da Cruz Júnior e Maria Rocha Cruz. Estudou no Colégio Santo Antônio, dos padres capuchinhos, e ali iniciou, anos depois, sua atividade de Professor. Jornalista, fundou com Tomás Barbosa Cordeiro e Augusto Rocha, “O Canindé”, o primeiro Jornal publicado na cidade; colaborou também no “Correio de Canindé”, “Imprensa” (nos quais publicou seus  primeiros poemas), “Fortaleza”, “Terra da Luz” (Fortaleza), “Álbum Imperial”  (São Paulo) e “Fon-Fon” (Rio de Janeiro).
Em 1918, em Fortaleza, integrou a  Diretoria da Associação dos Homens de Letras do Ceará. Em 1922 foi admitido na  Academia Cearense de Letras. Substituiu o Padre Antônio Tomás como Príncipe dos  Poetas Cearenses. Foi Inspetor-Escolar, Professor de português e Literatura do  Liceu do Ceará, Diretor-geral da Secretaria do Interior e Justiça, Oficial de  Gabinete do Governador Justiniano de Serpa, Secretário da Faculdade de Direito  do Ceará e Diretor da Hospedaria Getúlio Vargas. Poeta e contista, Usou os pseudônimos de Caio Flávio  2L C. H. Bento da Silva, César Tigre, Climério Várzea, João das Emas Muniz e Manfrido Rutilio.

## Obra
- Poemas dos Belos Dias (1924),
- Poesia (1949),
- O Soneto (1961, Organizações  Simões, Rio de Janeiro),[9]
- Toda Musa (poesia completa, 1965) e
- História de  Trancoso (1971).
- Pequena História do Ceará, (1931).

## Homenagens
- A Biblioteca Pública de Canindé foi nomeada em homenagem ao poeta.[10]